# 難燃材料
難燃材料（なんねんざいりょう）とは、建築物の材料のうち、建築基準法施行令第1条の六で定める技術的基準に適合する不燃性を持つ材料を指す。一般には難燃合板、難燃繊維板、難燃プラスチック板などの材料が難燃材料に含まれる。
不燃性能に関して政令で定める技術的水準に適合する建築材料には、不燃材料、準不燃材料、難燃材料の3ランクがあり、難燃材料はその最下位である。通常の火災による火熱が加えられた場合に、加熱開始後5分間は、燃焼しないことが必要である。また、外部仕上げにおいては、防火上有害な変形、溶融、亀裂その他の損傷を生じないこと、内部仕上げでは避難上有害な煙またはガスを発生しないものであること、の3点が条件となる。これらの条件を満たし、さらに国土交通大臣から認可されたもの。

## 関連文書
- 建築基準法施行令第1条第六号（難燃材料）
- 平成12年建設省告示第1402号（難燃材料を定める件）